# Eleccions legislatives belgues de 1932
Les Eleccions legislatives belgues de 1932 se celebraren el 27 de novembre de 1932. Guanyaren els catòlics, que formaren un govern presidit per Charles de Broqueville (1932-1934), Georges Theunis (1934-1935) i Paul Van Zeeland.
| Partit      | Cambra de Representants | Cambra de Representants | Cambra de Representants | Senat     | Senat  | Senat  |
| Partit      | Vots                    | %                       | Escons                  | Vots      | %      | Escons |
| ----------- | ----------------------- | ----------------------- | ----------------------- | --------- | ------ | ------ |
| Catòlics    | 856,027                 | 38,42%                  | 79                      | 893,290   | 43,95% | 42     |
| Socialistes | 824,946                 | 37,03%                  | 73                      | 860,053   | 42,31% | 39     |
| Liberals    | 313,722                 | 14,08%                  | 24                      | 339,127   | 16,69% | 11     |
| VNV         | 126,113                 | 5,66%                   | 8                       | 119,740   | 5,89%  | 1      |
| Comunistes  | 64,552                  | 2,90%                   | 3                       | 54,902    | 2,70%  | 0      |
| Altres      | 42,516                  | 1,91%                   | 0                       | 20,256    | 1,00%  | 0      |
| Total       | 2,227,876               | 100%                    | 187                     | 2,032,506 | 100%   | 93     |